# Sander Gommans
Sander Gommans (Reuver, 15 de agosto de 1978) é um músico, cantor, compositor e produtor neerlandês. É mais conhecido como cofundador e ex-guitarrista da banda de metal sinfônico After Forever.

## Carreira
Gommans cofundou junto com Mark Jansen a banda Apocalypse em 1995. A princípio o conjunto tocava death metal e tinha um cantor masculino nos vocais. Contudo, após a chegada da vocalista Floor Jansen em 1997, a banda incorporou o metal sinfônico ao seu gênero e trocou o nome para After Forever. Eles permaneceram ativos por 14 anos, lançando cinco álbuns de estúdio e realizando diversas turnês internacionais, até a separação do grupo que ocorreu em 5 de fevereiro de 2009. Além de guitarrista e vocalista, Gommans também era responsável pelas composições e gestão da banda.
Em 2005, ele formou o projeto musical HDK, cuja proposta seria criar uma música mais pesada do que a até então produzida pelo After Forever. No entanto, devido ao seu trabalho paralelo como professor e um burnout sofrido em 2007, o projeto ficou inativo até o lançamento do primeiro álbum System Overload em 2009. Um segundo disco intitulado Serenades of the Netherworld saiu em 2014.
Ele também tocou como guitarrista adicional no projeto Kiske/Somerville, uma colaboração entre o músico alemão Michael Kiske e a cantora americana Amanda Somerville. Como resultado de suas parcerias com Somerville, ele também se tornou um dos membros principais do projeto de heavy metal da cantora, intitulado Trillium.
Entre 2015 e 2019, Gommans se juntou a Scott Wenmakers (professor e ilustrador) e Menno Kappe (Graviton Music Services) para trabalhar em Enter the Metal Realm, primeiro capítulo de Magic-O-Metal, um projeto de metal voltado para crianças.
Gommans também atuou como guitarrista ou vocalista convidado em diversas participações musicais com artistas como Andre Matos, Epica e Beyond the Black.

## Vida pessoal
Gommans teve um relacionamento com a cantora Floor Jansen entre 2000 e 2007, enquanto ambos tocavam na banda After Forever. Mais tarde, ele se casou com a cantora Amanda Somerville em julho de 2014. O casal tem três filhas: Lana Elise Gommans (nascida em 2015), e as gêmeas Anya e Juliet (nascidas em 2018).

## Discografia

### After Forever
- Prison of Desire (2000)
- Decipher (2001)
- Invisible Circles (2004)
- Remagine (2005)
- After Forever (2007)

### HDK
- System Overload (2009)
- Serenades of the Netherworld (2014)

### Trillium
- Alloy (2011)
- Tectonic (2018)

### Magic-O-Metal
- Enter the Metal Realm (2019)

### Participações
| Ano  | Artista          | Álbum                              | Faixa                                                    | Nota                  |
| ---- | ---------------- | ---------------------------------- | -------------------------------------------------------- | --------------------- |
| 2005 | Nightmare        | The Dominion Gate                  | (Múltiplas faixas)                                       | Vocais                |
| 2007 | Engine of Pain   | I Am Your Enemy                    | "At the End of the Day"                                  | Vocais                |
| 2007 | Andre Matos      | Time to Be Free                    | "Rescue"                                                 | Vocais                |
| 2007 | Epica            | The Divine Conspiracy              | "Death of a Dream (The Embrace That Smothers, Part VII)" | Vocais                |
| 2008 | Anna Phoebe      | Rise of the Warrior                | (Múltiplas faixas)                                       | Guitarra              |
| 2009 | Sincerus         | Conspire (demo)                    | "Karma"                                                  | Guitarra              |
| 2010 | Kiske/Somerville | Kiske/Somerville                   | (Múltiplas faixas)                                       | Guitarra e composição |
| 2011 | Ralf Scheepers   | Scheepers                          | Guitarra                                                 |                       |
| 2011 | Mayan            | Quarterpast                        | "Bite the Bullet"                                        | Composição            |
| 2011 | Desdemon         | Through the Gates                  | "In Dreams"                                              | Guitarra              |
| 2013 | Aeverium         | The Harvest (EP)                   | (Múltiplas faixas)                                       | Produção              |
| 2014 | Mayan            | Antagonise                         | "Devil in Disguise"                                      | Composição            |
| 2015 | Level 10         | Chapter One                        | "Blasphemy"                                              | Guitarra e composição |
| 2015 | Beyond the Black | Songs of Love and Death            | "Hallelujah"                                             | Vocais                |
| 2015 | Aeverium         | Break Out                          | (Múltiplas faixas)                                       | Produção              |
| 2015 | Kiske/Somerville | City of Heroes                     | "Breaking Neptune"                                       | Composição            |
| 2015 | Karmaflow        | Karmaflow: The Original Soundtrack | "The Bird Goddess" "The Twins"                           | Guitarra              |
| 2015 | Amazon           | Rise!                              | (Múltiplas faixas)                                       | Produção              |
| 2015 | Black Desert     | The Road Is Open                   | (Múltiplas faixas)                                       | Produção              |
| 2016 | Mercy Isle       | Undying Fire                       | (Múltiplas faixas)                                       | Produção executiva    |
| 2017 | Silent Saga      | Ball of Vanities (EP)              | (Múltiplas faixas)                                       | Produção              |
| 2017 | Silent Saga      | Immortal (EP)                      | (Múltiplas faixas)                                       | Produção              |
| 2017 | Silent Saga      | The Path (EP)                      | (Múltiplas faixas)                                       | Produção              |
| 2017 | Phantom Elite    | Wasteland                          | "Siren's Call" "Wasteland"                               | Composição            |
| 2021 | Phantom Elite    | Titanium                           | (Múltiplas faixas)                                       | Produção executiva    |